# CURL
cURL – program komputerowy oraz sieciowa biblioteka programistyczna (libcurl), napisane w języku C, działające po stronie klienta, z interfejsami dla ponad 30 innych języków. Umożliwia wysyłanie zapytań HTTP, w tym pobieranie z serwerów stron i plików, a także wysyłanie treści formularzy. Ułatwia tworzenie aplikacji korzystających z protokołu HTTP. Biblioteka cURL posiada ogromne możliwości, jej podstawowym zastosowaniem jest tworzenie sprzęgów w złożonych systemach opartych na technologiach Webowych.
cURL obsługuje protokoły DICT, FILE, FTP, FTPS, Gopher, HTTP, HTTPS, IMAP, IMAPS, LDAP, LDAPS, POP3, POP3S, RTMP, RTSP, SCP, SFTP, SMTP, SMTPS, Telnet oraz TFTP. Wspiera także mechanizmy takie jak: certyfikaty SSL, HTTP POST, HTTP PUT, upload FTP, wysyłanie formularzy HTTP, serwery proxy, HTTP cookie, uwierzytelnianie (nazwa użytkownika oraz hasło), wznawiania transferu plików, tunelowanie proxy HTTP oraz wiele innych.
Biblioteka cURL udostępniana jest na licencji MIT.

## Bindy
cURL jest dostępny dla następujących języków programowania i bibliotek: Ada95, Basic, C, C++, Ch, Cocoa, D, Dylan, Eiffel, Euphoria, Falcon, Ferite, Gambas, GTK+, Haskell, Java, Lisp, Lua, Mono, .NET, Object Pascal, OCaml, Pascal, Perl, PHP, Postgres, Python, R, Rexx, Ruby, RPG, Scheme, S-Lang, Smalltalk, SP-Forth, SPL, Tcl, Visual Basic, Visual FoxPro, Q, wxWidgets, XBLite.

## Platformy
cURL jest wysoko wieloplatformowy, tak więc proces jego budowania oraz zasady działania są identyczne na wielu platformach m.in. Solaris, NetBSD, FreeBSD, OpenBSD, Darwin, HPUX, IRIX, AIX, Tru64, Linux, UnixWare, HURD, Windows, Amiga, OS/2, BeOs, Mac OS X, Ultrix, QNX, OpenVMS, RISC OS, Novell NetWare, DOS oraz innych.

## Zależności
cURL wykorzystuje zewnętrzne biblioteki, które wspierają jego funkcje. Możliwe jest zbudowanie libcurla bez nich, lecz wtedy będzie miał ograniczoną funkcjonalność.
| Biblioteka   | Wspierana funkcja                               |
| ------------ | ----------------------------------------------- |
| OpenSSL      | TLS (https)                                     |
| zlib         | dekompresja                                     |
| OpenLDAP     | LDAP                                            |
| PolarSSL     | TLS (https)                                     |
| heimdal      | uwierzytelnianie Kerberos oraz SPNEGO           |
| MIT Kerberos | uwierzytelnianie Kerberos oraz SPNEGO           |
| nghttp2      | http2                                           |
| c-ares       | asynchroniczne żądania DNS (name resolves)      |
| libidn       | kodowanie IDNA (do międzynarodowych nazw domen) |
| GnuTLS       | TLS (https)                                     |
| NSS          | TLS (https)                                     |
| yassl        | TLS (https)                                     |
| libssh2      | SCP oraz SFTP                                   |
| libmetalink  | metalinki                                       |

## Przykład
Poniższe przykłady mają za zadanie połączyć się z adresem „http://pl.wikipedia.org/w/index.php?title=CURL&action=edit”.
Przykład użycia biblioteki cURL w PHP:
```
<?php

$hand
 
=
 
curl_init
();

curl_setopt
(
$hand
,
 
CURLOPT_URL
,
 
'http://pl.wikipedia.org/w/index.php'
);

curl_setopt
(
$hand
,
 
CURLOPT_POST
,
 
1
);

curl_setopt
(
$hand
,
 
CURLOPT_POSTFIELDS
,
 
'title=CURL&action=edit'
);

curl_exec
(
$hand
);

curl_close
(
$hand
);

?>

```

Przykład użycia w języku C.
```
#include
 
<stdio.h>

#include
 
<curl/curl.h>

int
 
main
(
void
)

{

  
CURL
 
*
curl
;

  
CURLcode
 
res
;

  
curl
 
=
 
curl_easy_init
();

  
if
(
curl
)
 
{

    
curl_easy_setopt
(
curl
,
 
CURLOPT_URL
,
 
"http://pl.wikipedia.org/w/index.php"
);

    
curl_easy_setopt
(
curl
,
 
CURLOPT_POST
,
 
1
);

    
curl_easy_setopt
(
curl
,
 
CURLOPT_POSTFIELDS
,
 
"title=CURL&action=edit"
);

    
/* Wykonujemy żądanie, res będzie przechowywał kod błędu*/

    
res
 
=
 
curl_easy_perform
(
curl
);

    
/* Sprawdzamy błędy */

    
if
(
res
 
!=
 
CURLE_OK
)

      
fprintf
(
stderr
,
 
"curl_easy_perform() failed: %s
\n
"
,

              
curl_easy_strerror
(
res
));

    
/* Zwalniamy zasoby */

    
curl_easy_cleanup
(
curl
);

  
}

  
return
 
0
;

}

```